# Sture Rundqvist
Sture Gustaf Adolf Rundqvist, född 1 juni 1920, död 28 maj 1983, var en svensk sångare.
Född i Vetlanda och växte upp där som enda barn till Adolf Fredrik och Josefina Rundqvist.  Spelade dragspel och uppträdde redan som femåring i kyrkan. Spelade in ett antal skivor på 40 och 50- talet med bland annat Yngve Stoors orkester. Spelade piano , sjöng och turnerade i Sverige. Spelade på dansstället Savoy i Stockholm. Gifte sig 1947 med Sally Bergman med vilken han då hade ett barn May-Karin född 1946. Därefter kom Ann- Christin 1948, Bengt-Åke 1950 och Klas-Göran född 1953.   Skilsmässa 1956. Ytterligare en son i ett senare förhållande, Christer. De sista 30 åren bodde Sture Rundqvist i Norrköping där han bland annat spelade på äldreboenden. Han avled 1983 efter en canceroperation och begravdes på S:t Johannes kyrkogård i Norrköping.

## Filmografi
- 1949 – Med flyg till sjunde himlen